# Holasteron
Holasteron là một chi nhện trong họ Zodariidae.

## Các loài
Các loài trong chi này gồm:
- Holasteron aciculare Baehr, 2004 *
- Holasteron aspinosum Baehr, 2004
- Holasteron driscolli Baehr, 2004
- Holasteron esperance Baehr, 2004
- Holasteron flinders Baehr, 2004
- Holasteron hirsti Baehr, 2004
- Holasteron humphreysi Baehr, 2004
- Holasteron kangaroo Baehr, 2004
- Holasteron marliesae Baehr, 2004
- Holasteron perth Baehr, 2004
- Holasteron pusillum Baehr, 2004
- Holasteron quemuseum Baehr, 2004
- Holasteron reinholdae Baehr, 2004
- Holasteron spinosum Baehr, 2004
- Holasteron stirling Baehr, 2004
- Holasteron wamuseum Baehr, 2004